# Acacia silvestris
Acacia silvestris — вид квіткових рослин з родини бобових. Ареал: Австралія (Новий Південний Уельс, Вікторія).

## Середовище
Вид часто розташований на скелястих схилах пагорбів вздовж крутих ярів, на алювіальних рівнинах та на сідловинах хребтів, де він росте в різних ґрунтах на сланці, де зазвичай є частиною відкритих евкаліптових лісових угруповань і може утворювати великі ліси.

## Біоморфологічна характеристика
Це прямовисне або розлоге дерево зазвичай виростає до висоти від 6 до 30 метрів та має діаметр на висоті грудей до 1,8 метра. Воно має гладку сіру кору, яка може мати плямистий вигляд. Округлі в перерізі гілочки рідко ребристі та густо вкриті білими або сірими волосками. Зелене листя набуває сріблястого кольору, коли висихає. Листя має рахіси довжиною від 6 до 14 см і містить від 5 до 18 пар пер, що складаються з 17 до 50 пар перинок вузьколанцетної форми завдовжки від 3 до 10,5 мм і вшир від 0,7 до 1,5 мм. Цвіте з липня по вересень, утворюючи жовті суцвіття в пазушних або верхівкових волотках.